# Nová Evropa: Stanovisko slovanské
Nová Evropa: Stanovisko slovanské je dílo Tomáše Garrigua Masaryka, prvního prezidenta ČSR, v němž otevírá otázku postavení československého národa v Evropě. Dílo vyšlo anglicky (The New Europe) v roce 1918 a německy (Das neue Europa) v Berlíně 1922.

## Masarykův pohled na 1. světovou válku
V díle Nová Evropa T. G. Masaryk předestírá, že vyvrcholením světové války musí být osamostatnění těch národů, které si přejí existovat v samostatném, národním státě a jsou utiskovány ve stávajících státech. To bude platit v první řadě o těch národech, které již dosáhly určitého minimálního stupně národněobrozeneckého procesu. Za naprosto nevyhnutelné pokládá vydělení těch národů, které jsou coby minorita utiskovány majoritami ve státních útvarech vzešlých ze středověkého feudalismu a církevní nadvlády. Masaryk interpretuje první světovou válku jako střet dvou společenských zřízení – teokracie a demokracie. Světová válka tak proti sobě staví svět vzešlý ze středověkého feudálního zřízení a nadvlády církve a svět demokratický, iniciovaný procesy náboženské reformace, sekularismu, emancipace obyvatelstva a obrození utlačovaných národů.

## Masarykova vize budoucí Evropy
Budoucnost evropského uspořádání vidí ve federaci demokratických států. „Skutečná federace národů nastane teprve, až národové budou volní a sami se spojí. K tomu směřuje vývoj Evropy… Vzniknou-li federace menších států, budou to federace svobodně založené, založené z opravdové potřeby národů, nikoli z cílů dynastických a imperialistických.“